# Antonino Barillà (tiratore)
Antonino Barillà (Reggio Calabria, 28 novembre 1987) è un tiratore a volo italiano specialista del double trap.

## Biografia
Nato nel 1987 a Reggio Calabria, ha iniziato a tirare nel 2001, a 14 anni, e ha partecipato alle prime gare nel 2005. 
A 19 anni ha vinto un argento nella gara a squadre juniores ai Mondiali di Zagabria 2006 e l'anno successivo un bronzo, sempre nella stessa gara, al Mondiale di Nicosia 2007.
Ha ottenuto la prima medaglia da senior nel 2011, all'Universiade di Shenzhen, vincendo un bronzo nella gara a squadre, terminata dietro a Cina e Russia. 
Due anni dopo ha vinto altre 2 medaglie alle Universiadi, a Kazan' 2013: un oro nell'individuale e un argento nella gara a squadre, chiusa dietro ai padroni di casa. Nello stesso anno ha ottenuto un argento nella gara individuale ai Giochi del Mediterraneo di Mersin, terminando dietro al maltese William Chetcuti, ma soprattutto un bronzo nella gara a squadre ai Mondiali di tiro a volo di Lima, chiusa dietro a Stati Uniti e Cina.
Nel 2014 ha ottenuto due medaglie ai Mondiali di Granada, un oro nella gara a squadre e un argento nella gara individuale, terminata dietro allo statunitense Joshua Richmond.
L'anno successivo ha preso parte ai primi Giochi europei, quelli di Baku 2015, vincendo il bronzo nella gara individuale, chiusa dietro al russo Vitalij Fokeev e all'ungherese Richárd Bognár.
A 28 anni ha partecipato ai Giochi olimpici di Rio de Janeiro 2016, nel double trap, uscendo nel turno di qualificazione, chiuso al 16º posto con 125 punti (passavano in semifinale i primi 6). 
Nel 2017 è stato oro nella gara a squadre agli Europei di Baku e ai mondiali di tiro a volo di Mosca.
L'anno successivo ha ottenuto tre medaglie agli europei di tiro a volo di Leobersdorf 2018, due ori nella gara individuale e in quella a squadre e un argento nella gara a squadre miste, terminata dietro alla Slovacchia.
Nel 2019 si è laureato campione del mondo a Lonato del Garda conquistando sia il titolo individuale che quello a squadre.

## Palmarès

### Campionati mondiali
- 6 medaglie:
  - 4 ori (Double trap a squadre a Granada 2014, double trap a squadre a Mosca 2017, double trap individuale e a squadre a Lonato del Garda 2019)
  - 1 argento (Double trap individuale a Granada 2014)
  - 1 bronzo (Double trap a squadre a Lima 2013)

### Campionati europei
- 4 medaglie:
  - 3 ori (Double trap a squadre a Baku 2017, double trap individuale a Leobersdorf 2018, double trap a squadre a Leobersdorf 2018)
  - 1 argento (Double trap a squadre miste a Leobersdorf 2018)

### Giochi europei
- 1 medaglia:
  - 1 bronzo (Doppia fossa olimpica a Baku 2015)

### Giochi del Mediterraneo
- 1 medaglia:
  - 1 argento (Doppia fossa olimpica a Mersin 2013)

### Universiadi
- 3 medaglie:
  - 1 oro (Double trap individuale a Kazan' 2013)
  - 1 argento (Double trap a squadre a Kazan' 2013)
  - 1 bronzo (Double trap a squadre a Shenzhen 2011)